# Saint-Paul-Trois-Châteaux
 Saint-Paul-Trois-Châteaux  es una población y comuna francesa, en la región de Ródano-Alpes, departamento de Drôme, en el distrito de Nyons y cantón de Saint-Paul-Trois-Châteaux.

## Demografía
| 2213 | 4350 | 4349 | 6412 | 6789 | 7277 |
| Para los censos de 1962 a 1999 la población legal corresponde a la población sin duplicidades (Fuente: INSEE [Consultar]) |      |      |      |      |      |